# Hrob Ferka Urbánka

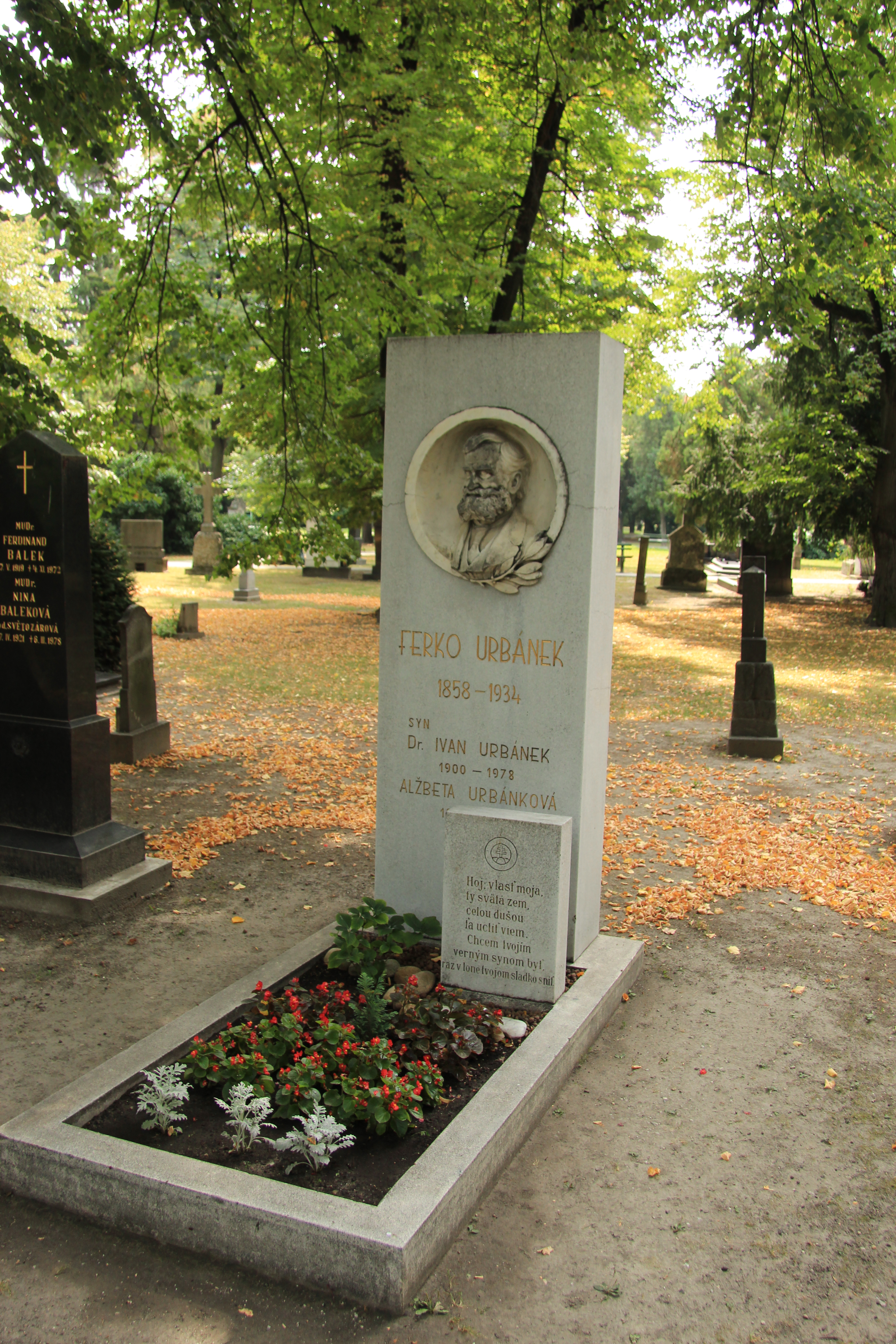
Hrob Ferka Urbánka - Ondřejský hřbitov

Hrob Ferka Urbánka je národní kulturní památka Slovenské republiky nacházející se v bratislavské městské části Staré Mesto na ulici 29. augusta na Ondřejském hřbitově. Za národní kulturní památku byl objekt prohlášen 23. října 1963.
Hrob patří významnému slovenskému spisovateli a dramatikovi Ferko Urbánkovi (1858 – 1934) a autorem pomníku je akademický sochař Jozef Pospíšil.